# 엄정욱
엄정욱(嚴正郁, 1981년 6월 18일 ~ )은 KBO 리그 전 SK 와이번스의 투수이자, 현 송도 파이어볼 유소년 야구단의 감독이다.

## 선수 시절

### SK 와이번스시절
2000년 신인 드래프트에서 쌍방울 레이더스의 2차 2순위(전체 9위) 지명을 받아 입단했고 SK 와이번스에 곧바로 인계됐다. 하지만 부상으로 2007년에는 이승호와 함께 임의탈퇴 공시됐으며 2008년까지 재활해 2009년에 복귀했다. 부상으로 인해 전보다 구속이 줄었다. 2011년 중반까지 선발이었다가 후반기부터는 마무리로 활동했다. 2012년에는 박희수, 정우람과 함께 필승조로 활동해 4승 4패, 12홀드, 4세이브를 기록했다.
2015년에 구단에서 장기 재활조에 있던 그가 의욕이 없다고 판단해 팀을 떠나게 됐다.

## 야구선수 은퇴 후
2019년부터 송도 파이어볼 유소년 야구단의 감독으로 활동한다.

## 별명
시속 160km에 육박하는 빠른 공을 던지며 '와일드 씽'이라고 불리는데 프로야구 초창기에는 제구력을 우선시했던 일본 프로야구의 영향 탓인지  당시 직구 최고 시속이 140km만 되어도 강속구 투수 대접을 받았으나 90년대 접어들면서 145km를 넘어 150km로 높아졌다가 본인(엄정욱)의 등장 후 강속구 투수 기준이 160km로 올라갔으며 80년대에도 150km를 뛰어넘는 광속구(최동원 선동열 박동희(90년 등장)) 투수들이 있기도 했다.

## 출신 학교
- 서울수유초등학교
- 중앙중학교
- 중앙고등학교

## 통산 기록
| 년도 | 팀    | 방어율 | 경기수 | 승리 | 패전 | 세이브 | 홀드 | 완투 | 완봉 | 이닝    | 피안타 | 피홈런 | 4사구 | 탈삼진 | 실점 | 자책점 |
| ---- | ----- | ------ | ------ | ---- | ---- | ------ | ---- | ---- | ---- | ------- | ------ | ------ | ----- | ------ | ---- | ------ |
| 2000 | SK    | 6.35   | 4      | 0    | 0    | 0      | 0    | 0    | 0    | 5 2/3   | 6      | 1      | 5     | 6      | 5    | 4      |
| 2002 | SK    | 1.50   | 5      | 0    | 0    | 0      | 0    | 0    | 0    | 6       | 1      | 0      | 9     | 9      | 1    | 1      |
| 2003 | SK    | 5.40   | 16     | 1    | 2    | 0      | 0    | 0    | 0    | 25      | 19     | 2      | 20    | 29     | 16   | 15     |
| 2004 | SK    | 3.76   | 22     | 7    | 5    | 1      | 1    | 1    | 1    | 105 1/3 | 88     | 5      | 61    | 119    | 48   | 44     |
| 2005 | SK    | 0.61   | 8      | 1    | 0    | 1      | 0    | 0    | 0    | 14 2/3  | 8      | 0      | 10    | 18     | 1    | 1      |
| 2006 | SK    | 10.80  | 2      | 0    | 0    | 0      | 0    | 0    | 0    | 1 2/3   | 2      | 0      | 3     | 3      | 2    | 2      |
| 2009 | SK    | 2.29   | 58     | 7    | 2    | 11     | 14   | 0    | 0    | 67      | 10     | 4      | 5     | 38     | 8    | 8      |
| 2010 | SK    | 6.27   | 34     | 4    | 3    | 0      | 0    | 0    | 0    | 66      | 62     | 6      | 43    | 67     | 46   | 46     |
| 2011 | SK    | 2.13   | 1      | 3    | 2    | 6      | 0    | 0    | 0    | 50 2/3  | 33     | 4      | 20    | 64     | 12   | 12     |
| 통산 | 9시즌 | 4.14   | 97     | 11   | 8    | 2      | 2    | 1    | 1    | 187     | 153    | 13     | 125   | 211    | 91   | 85     |